# Chrysosplenium delavayi
Chrysosplenium delavayi är en stenbräckeväxtart som beskrevs av Adrien René Franchet. Chrysosplenium delavayi ingår i släktet gullpudror, och familjen stenbräckeväxter. Inga underarter finns listade i Catalogue of Life.